# Каприз (телесериал, 1993)
Каприз (исп. Capricho) — мексиканская 115-серийная мелодрама 1993 года производства телекомпании Televisa.

## Сюжет
Эухения Монтаньо - сильная и волевая женщина, владеющая известным виноградником «Viñedos del Sol», который десятилетиями принадлежал ее семье. Она замужем за Антонио Аранда, писателем, который глубоко влюблён в свою супругу, с которой у него две дочери — Кристина и Ракель. Однако, пока Эухения обожает свою старшую дочь, она глубоко презирает самую младшую дочь, потому что Ракель на самом деле является не дочерью Антонио, а Леона, его брата и единственного мужчины, которого любила Эухения, но никогда за него не вышла замуж. По этой причине она прожила большую часть своей жизни с мужчиной, которого она не любит, и с дочерью, которую она не принимает, что она не была плодом ее истинной любви. Ракель, так же злая, как и ее мать, одинаково жестока к Кристине, является подругой Хорхе. Он честный молодой человек, который искренне любит Ракель, но она никогда не нравилась ему, в отличие от Кристины, которая его тайно любит.
Несмотря на презрение со стороны матери и сестры, у Кристины всегда есть поддержка ее отца, ее дяди, Леона и Мерседес, и ее любимой бабушки Доньи Изабель. Вскоре появится в жизни Кристины Даниэль Франко, красивый архитектор, который прибыл из столицы в Агуаскальентес для работы над проектом строительства торгового центра, в котором работает Леон, и где работает Хорхе. Обе сестры влюбляются в него, но Даниэль привязан к Кристине, что провоцирует гнев Ракель и ее матери, которые сделают жизнь невозможной для Кристины.

## Создатели телесериала

### В ролях
- Виктория Руффо —  Кристина Аранда де Франко
- Умберто Сурита —  Даниэль Франко Вальдеррама
- Диана Брачо —  Эухения Монтаньо Гуихарро де Аранда  † (коварная злодейка, совершила самоубийство путём расстрела)
- Патрисия Перейра — «Ракель Аранда Монтаньо» (коварная злодейка, умирает в больнице от удара в шею)
- Мария Тереза Ривас — "Донья Изабель Гихарро, вдова Монтаньо '
- Хуан Пелаес — «Антонио Аранда Эррера»
- Армандо Сильвестре — «Леон Аранда Эррера»
- Луис Агилар — «Дон Хесус Тамайо Макотала» (умирает от инфаркта миокарда)
- Сильвия Марискаль — Мерседес «Мече» Молинер де Аранда
- Хорхе Антолин — Хорхе Ньето Сабалета
- Ромина Кастро —  Умберта «Берта» Ньето Сабалета
- Бруно Рей — «Браулио Ньето Аскона»
- Мария Марин — «Флора Сабалета де Ньето»
- Пилар Эскаланте — «Сандра Руис Диас-Арискорета»
- Константино Костас —  Рубен Очоа  † (злодей, убит Эухенией )
- Алехандро Томмаси —  Томас Руис Диас-Арискорета
- Алехандро Руис — «Фернандо Баррио»
- Грасиэла Бернандос —  Пласида Гутьеррес
- Кука Дублан —  Лупита де ла Флор
- Лусия Муньос —  Моника Муньос де Альба  (злодейка, покинувшая Агуаскальентес)
- Израиль Хаитович — «Николас Андраде»
- Маргарита Амбрис — «Эсперанса Велес» (злодейка, покинувшая Агуаскальентес вместе с дочерью)
- Георгина Педрет —  Селия Амадор
- Херман Гутьеррес —  Клаудио Вальдеррама
- Хосе Куатемок Бланко (автор рассказа) — «священник»

### Административная группа
- оригинальный текст: Хосе Куатемок Бланко, Мария дель Кармен Пенья
- литературный редактор: Эстер Алисия Кабрера
- музыкальная тема заставки:  Erótica
- автор музыки и композитор: Роберто Перера
- художник-постановщик: Фелипе Лопес
- художница-декоратор: Габриэла Лосано
- художница по костюмам: Вероника Нава
- начальник места проживания актёров: Хуго Альберто Майо
- начальник производства: Антонио Арвису
- координатор производства: Луис Мигель Барона
- редакторы: Рикардо Карденас, Анхель Домингес
- заместитель директора: Клаудио Рейес Рубио
- оператор-постановщик: Карлос Герра Вильярреаль
- режиссёры-постановщики: Луис Велес, Клаудио Рейес Рубио
- ассоциированный продюсер: Рафаэль Уриостеги
- продюсер: Карлос Сотомайор

## Награды и премии

### TVyNovelas(1 из 3)
| Номинация                 | Персона            | Итоги премии |
| ------------------------- | ------------------ | ------------ |
| Лучшая актриса            | Виктория Руффо     | Номинация    |
| Лучшая злодейка           | Диана Брачо        | Победа       |
| Лучшая выдающиеся актриса | Мария Тереса Ривас | Номинация    |